# Église Saint-Hyacinthe de Varsovie
L'église Saint-Hyacinthe (en polonais Kościół św. Jacka) est une église catholique située 8/10 rue Freta dans la Vieille ville de Varsovie, arrondissement de Śródmieście.

## Historique
L'église est édifiée entre 1606 et 1638.

## Sources
- (pl) Cet article est partiellement ou en totalité issu de l’article de Wikipédia en polonais intitulé « Kościół św. Jacka w Warszawie » (voir la liste des auteurs).

- (en) Cet article est partiellement ou en totalité issu de l’article de Wikipédia en anglais intitulé « St. Hyacinth's Church, Warsaw » (voir la liste des auteurs).